# Pauli Nevala
Pauli Lauri Nevala (30. října 1940 Pohja – 20. června 2025) byl finský atlet, olympijský vítěz v hodu oštěpem z roku 1964.

## Sportovní kariéra
Jeho mezinárodní kariéra začala na mistrovství Evropy v Bělehradě v roce 1962, kde však nepostoupil z oštěpařské kvalifikace. Před olympiádou v Tokiu měl sice tréninkový výpadek kvůli zranění, přesto vybojoval zlatou medaili výkonem 82, 66 m. Na evropském šampionátu v Budapešti v roce 1966 skončil čtvrtý. Při svém druhém olympijském startu v Mexiku v roce 1968 se nekvalifikoval do finále, na mistrovství Evropy v Athénách v roce 1969 skončil na druhém místě. Jeho osobní rekord byl 92,64 m z roku 1970.